# Lista över Tuvinska folkrepublikens statschefer
Detta är en lista över Tuvinska folkrepublikens statschefer. Statschefsämbetet i Tuvinska folkrepubliken innehades liksom i Sovjetunionen av den högsta ämbetsmannen i parlamentet, men den reella makten skiftade över tid mellan statschefen, regeringschefen och ledaren för det styrande partiet.

## Ordförande för Alltuvinska konstituerande huralen
| Namn | Namn                       | Ämbetsperiod                      | Politisk tillhörighet              |
| ---- | -------------------------- | --------------------------------- | ---------------------------------- |
|      | Sodnam Balchir Ambyn-noyon | 14 augusti 1921 - 15 augusti 1921 | Tuvinska revolutionära folkpartiet |

## Ordförande för Lilla huralens presidium
| Namn | Namn                     | Ämbetsperiod                        | Politisk tillhörighet              |
| ---- | ------------------------ | ----------------------------------- | ---------------------------------- |
|      | Nimachyan (Nimazhav)     | 18 september 1924 - 4 februari 1929 | Tuvinska revolutionära folkpartiet |
|      | Chuldum Lopsakovi        | 5 februari 1929 - 5 november 1936   | Tuvinska revolutionära folkpartiet |
|      | Adyg-Tulush Khemchik-ool | 6 november 1936 - februari 1938     | Tuvinska revolutionära folkpartiet |
|      | Oyun Polat               | 2 mars 1938 - 4 april 1940          | Tuvinska revolutionära folkpartiet |
|      | Khertek Anchimaa-Toka    | 6 april 1940 - 11 oktober 1944      | Tuvinska revolutionära folkpartiet |